# Eumigus ayresi
Eumigus ayresi är en insektsart som beskrevs av Bolívar, I. 1912. Eumigus ayresi ingår i släktet Eumigus och familjen Pamphagidae. Inga underarter finns listade i Catalogue of Life.